# Florence Violet McKenzie
Florence Violet McKenzie (ur. 28 września 1890 w Melbourne, zm. 23 maja 1982) – pierwsza australijska inżynier elektryk, założycielka Women’s Emergency Signalling Corps (WESC), promotorka edukacji technicznej kobiet. Zapoczątkowała Women’s Royal Australian Naval Service (WRANS). Około 12 tys. żołnierzy przeszło przez jej szkołę instruktażową w Sydney i zdobyło umiejętności w zakresie alfabetu Morse’a i sygnalizacji wizualnej (alfabet semaforowy i międzynarodowy kod sygnałowy).

## Życiorys
Florence Violet McKenzie urodziła się 28 września 1890 roku w Melbourne, jako drugie dziecko urodzonych w Anglii rodziców Jamesa Granville’a, górnika, i jego żony Marie Annie. W 1894 roku jej owdowiała matka wyszła za mąż za George’a Wallace’a, a Violet przyjęła jego nazwisko. Kształciła się w Girls' Public High School w Sydney, zapisała się na wydział nauk ścisłych na Uniwersytecie w Sydney w 1915 roku, ale z powodu trudności finansowych nie mogła kontynuować studiów. Wykazywała zainteresowanie energią elektryczną, studiowała elektrotechnikę w Sydney Technical College, którą ukończyła w 1923 roku z dyplomem jako najprawdopodobniej pierwsza kobieta w Australii.
W 1921 roku zakupiła warsztat radiowo-naprawczy w Royal Arcade w Sydney, który prowadziła podczas studiów. Pracowała również jako inżynier elektryk oraz eksperymentowała z telewizją. W 1924 roku Wallace została pierwszą australijską certyfikowaną radiotelegrafistką, pierwszą kobietą w Wireless Institute of Australia i pierwszą kobietą w Australii, która miała amatorską licencję radiotelegraficzną.
31 grudnia 1924 r. poślubiła Cecila Rolanda McKenzie, inżyniera elektryka z Sydney County Council i zamknęła swój sklep radiowy. W 1934 roku założyła Electrical Association for Women, gdzie kobiety mogły nauczyć się obsługi elektrycznej kuchni i nowoczesnych urządzeń, a także uczestniczyć w spotkaniach i wykładach. Korespondowała z Albertem Einsteinem.
W lipcu 1938 dołączyła do Australijskiego Women’s Flying Club; została wybrana na skarbnika i była odpowiedzialna za szkolenie pilotek w alfabecie Morse’a. W obliczu zbliżającej się wojny przewidziała zapotrzebowanie na wyszkolone telegrafistki, które początkowo miały zastąpić mężczyzn w kwestiach cywilnych, ale potem służyły też w siłach zbrojnych. McKenzie była wówczas jedyną kobietą-inżynierem elektrykiem w Nowej Południowej Walii i na początku 1939 roku, z pomocą męża, utworzyła Women’s Emergency Signalling Corps, który oferował bezpłatne kursy. Kiedy rozpoczęła się II wojna światowa, McKenzie wyszkoliła prawie tysiąc kobiet w zakresie sygnalizacji; wyszkoliła około dwóch tysięcy więcej, z których ⅓ dołączyła do sił zbrojnych. Członkowie korpusu nosili zaprojektowany przez nią ciemnozielono-złoty mundur.
McKenzie miała nadzieję, że Royal Australian Air Force zwerbują jej telegrafistów, ale Advisory War Council stawiała opór. Ostatecznie przekonała Naval Board w Melbourne do przyjęcia czternastu swoich operatorek. Kobiety te stanowiły zalążek Women’s Royal Australian Naval Service. W międzyczasie rola WESC została rozszerzona o szkolenie w zakresie sygnałów przed zaciągiem dla przyszłych żołnierzy australijskich oraz szkolenie ustawiczne dla personelu amerykańskiego. McKenzie została mianowana honorowym oficerem lotnictwa w WAAAF w kwietniu 1941 roku.
W 1950 roku odznaczona Orderem Imperium Brytyjskiego.
Po wojnie szkoła McKenzie kontynuowała naukę kursów sygnalizacyjnych, wyszkalając do 1952 roku 2450 cywilnych załóg lotniczych i 1050 marynarzy marynarki handlowej.
Po udarze w 1976 roku, który zmusił ją do poruszania się na wózku inwalidzkim, McKenzie zmarła w Greenwich 23 maja 1982 roku i została poddana kremacji.